# Malgasicola debilis
Malgasicola debilis är en insektsart som beskrevs av Young 1986. Malgasicola debilis ingår i släktet Malgasicola och familjen dvärgstritar. Inga underarter finns listade i Catalogue of Life.